# Can Fàbregas de Baix
Can Senromà de Vila, Can Sant-romà de Vila, Cal Ros o Can Fàbregas de Baix és una masia de Tiana (Maresme) protegida com a bé cultural d'interès local. Actualment és la seu de la Societat Coral Joventut Tianenca.

## Descripció
La casa s'alça sobre la plaça de la Vila, on l'antiga era restaurada s'ha convertit en la plaça del Coro amb una font.

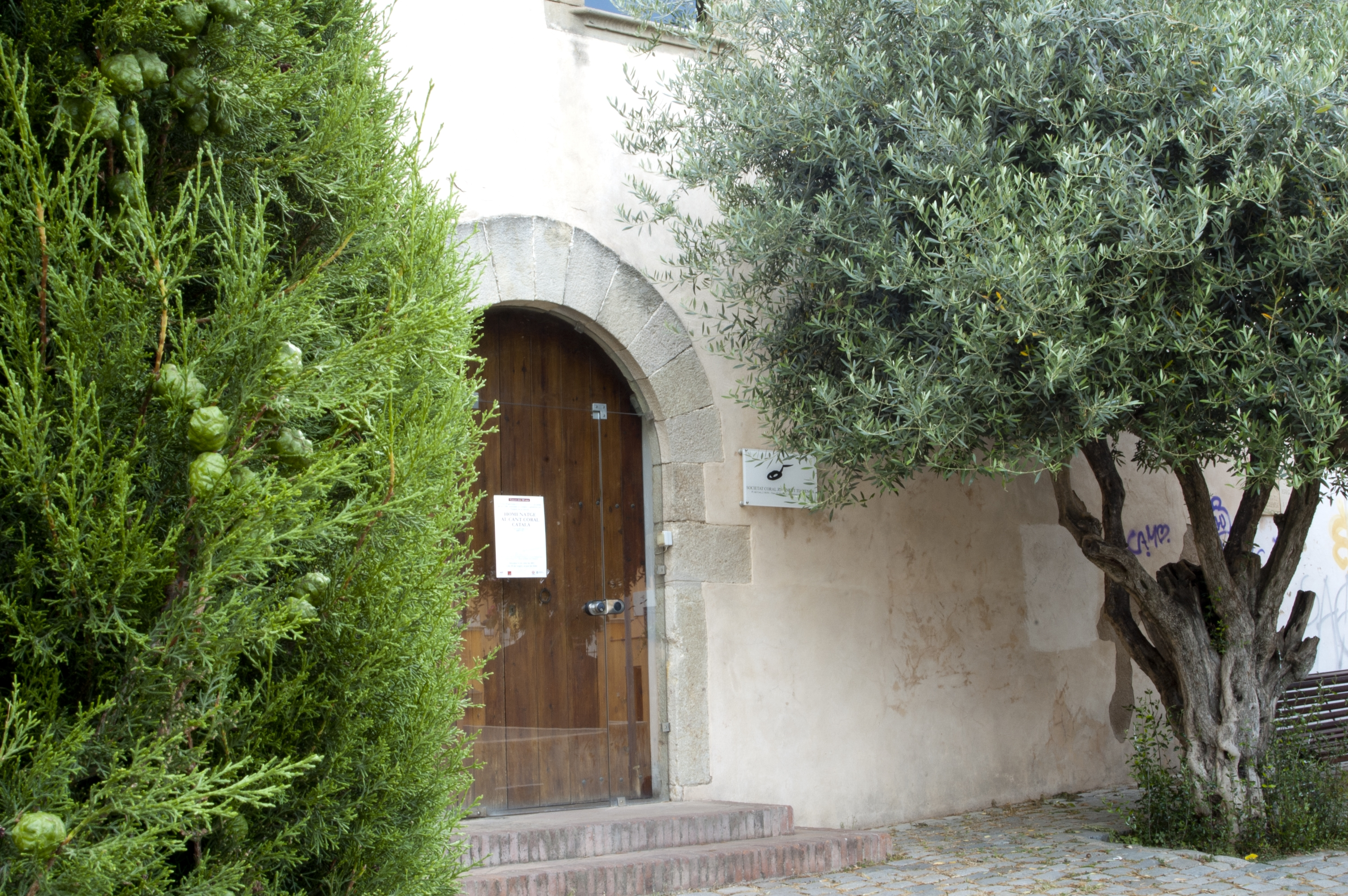
Portal de la masia

Es tracta d'una masia de tres cossos. La façana principal és asimètrica. En l'eix del carener hi ha un portal adovellat de pedra lleugerament desplaçat i una finestra conopial. L'altra línia de finestres és a tocar de l'edifici adossat a la cantonada esquerra on la del primer pis és conopial. En el costat dret hi tenia un edifici adossat que en ser eliminat ha quedat cec. La façana lateral s'ha transformat en una casa entre mitgeres tradicional amb porta i balcó gairebé centrats, finestres laterals disposades desordenadament, cornisa i acroteri amb balustre ceràmic. La façana principal és estucada amb un to terrós clar i la lateral pintada de blanc amb sòcol taronja. La coberta és a dues vessants de teula àrab. La construcció destaca per les dues finestres gòtiques amb els brancals i els llindars de pedra, així com les llindes treballades en forma d'arc conopial.

## Història
L'Ajuntament de Tiana va adquirir l'edifici per tal d'instal·lar-hi la biblioteca pública. En les obres es van eliminar les construccions posteriors, especialment l'annex col·locat sobre la façana, i perpendicular a la mateixa, de manera que de la construcció inicial quedava tallada per la meitat.